# Vocabulista
Vocabulista (Bertoldus Isnacensis Vocabulista) – średniowieczny słownik łacińsko-polski, datowany na 1437.
Słownik został zapisany anonimowo w kodeksie datowanym na 1437. Stanowi on kopię dzieła leksykograficznego Vocabulista autorstwa Bertholda z Eisenachu (Isnacensis). Tytuł jest nawiązaniem do wcześniejszego dzieła Papiasa z Pawii. Jako źródła wymienione są także inne popularne w średniowieczu słowniki Guilelma Brito, Hugona z Pizy, Eberharda z Béthune. Wśród licznych słów polskich wyróżniają się wyrazy rzadkie, odnoszące się do kultury umysłowej (np. wymowa, cudna mowa, rozum), duchowości, religii, emocji (np. przyjemność, nienawiść, pokora), a także nazwy zawodów, stanów i funkcji (np. rycerz, biskup, wygnaniec, czarownik).